# Ахіярве
Ахіярве (ест. Ähijärve) — село в Естонії, входить до складу волості Антсла, повіту Вирумаа.